# Adam cu cromozomul Y

Arborele filogenetic al haplogrupurilor cromozomului Y.

Adam cu cromozomul Y este, în genetica umană, cel mai recent strămoș comun pe linie paternă din care coboară toți oamenii ce trăiesc în prezent. Adam cu cromozomul Y (Y-most recent common ancestor, abreviat Y-MRCA în limba engleză) a trăit, probabil, cu 90.000 – 60.000 de mii de ani în urmă pe continentul african și este corespondentul masculin al Evei mitocondriale, deși probabil a trăit mai târziu cu aproximativ 50.000 - 80.000 de ani decât aceasta.

## Datarea strămoșului comun
Prin analiza ADN-ului cromozomului Y provenind de la bărbați din diferite colțuri ale lumii, geneticianul Spencer Wells a ajuns la concluzia că toți oamenii astăzi în viață sunt, cel mai probabil, descendenți direcți pe linie paternă ai unui bărbat care a trăit pe continentul african cu aproximativ 60.000 de ani în urmă.
Este posibil să fi existat o izolare genetică și încrucișări între grupurile ancestrale timpurii din Africa, unul dintre grupuri fiind mai izolat și, prin urmare, având printre caracteristicele sale predominanța unui vechi haplotip al cromozomului Y.
Wells afirmă că probele sale, bazate analiza ADN-ului cromozomului Y, indică faptul că exodul a început între 60 mii și 50 mii ani în urmă. În opinia sa, primii călători au urmat litoralul de sud al Asiei, au traversat oceanul pe o distanță de aproximativ 250 de kilometri și au colonizat Australia cu aproximativ 50.000 de ani în urmă. Aborigenii din Australia, afirmă Wells, sunt descendenți ai primului val de migrație în afara Africii.
În articol se afirmă, de asemenea, că „mulți arheologi nu sunt de acord, spunând că informațiile aduse de fosile arată că un prim val de migrație a avut loc cu circa 100.000 de ani în urmă”. Cu toate acestea, microbiologi tind să nu fie de acord cu această concluzie. Potrivit articolului, Wells este de acord că alte incursiuni mai precoce în Orientul Mijlociu ar fi fost posibile, dar susține că în urmă cu 100.000 - 150.000 de ani Levantul a fost, în esență o extensie a nord-estului Africii și a făcut parte, probabil, din registrul original al lui Homo sapiens timpuriu. Acești primi colonizatori au fost înlocuiții de către omul de Neanderthal cu aproximativ 80.000 de ani în urmă.
Până în 1995 în literatura de specialitate, epoca în care a trăit primul „Adam” sau, mai degrabă, primul strămoș pe linie paternă, a fost estimată la 270 mii de ani în urmă. Mai târziu, un nou set de markeri a fost ales și vârsta a fost ajustată la valoarea cea mai des citată în prezent. Datele calculate de către Whitfield folosind noi markeri sunt 37,000-49,000 de ani în urmă, ajustate de la intervalul de 51.000-411.000 de ani în urmă stabilit de către Hammer în 1994. 
Datele sunt calculate în funcție de distribuția din ziua de azi, cu următoarele ipoteze privind evenimentele mutaționale unice (unique mutation events, UME în limba engleză): 
- linii străine ale cromozomului Y nu au fost introduse în această populație prin migrație;
- fiecare UME a apărut pentru prima oară în cadrul populației noastre;
- fiecare UME a avut loc o singură dată;
- toate evenimentele mutaționale prezente sunt detectate la subiecții de sex masculin studiați.

## Nomenclatura
Adam cu cromozomul Y este numit astfel după personajul biblic Adam. Acest lucru poate duce la concepția greșită că pe vremea sa el a fost singura ființă de sex masculin în viață, chiar dacă el a conviețuit cu o mulțime de bărbați în jur, inclusiv propriul său tată care însă nu a fost „cel mai recent strămoș comun”. Cu toate acestea, toți ceilalți indivizi de sex masculin contemporani cu el nu au reușit să producă o linie neîntreruptă de indivizi de sex masculin până în zilele noastre.

## Intervalul de timp
Adam cu cromozomul Y a trăit, probabil, între 60 mii și 90 mii ani în urmă, judecând după „ceasul molecular” și markerii genetici studiați. În timp ce urmașii lor au fost cu siguranță apropiați, Adam cu cromozomul Y și Eva mitocondrială sunt separați în timp de zeci de mii de ani.
Cea mai recentă vârstă stabilită pentru Adam cu cromozomul Y în comparație cu Eva mitocondrială corespunde unei largi dispersii statistice corespunzătoare distribuției probabilității unui bărbat din Paleolitic de a avea descendenți în viață comparativ cu probabilitaea unei femei din Paleolitic. În timp ce femeile fertile au avut o distribuție mai mult sau mai puțin egală a șansei de a da naștere unui anumit număr de descendenți fertili, variația șanselor bărbaților fertili a fost mai largă, unii neavând copii și alții având mai mulți copii cu mai multe femei. (Această diferență a varianței numărului de descendenți ai indivizilor de sex masculin față de cei de sex feminin la musculița de oțet a fost subliniată pentru prima dată de Bateman în 1948.)
Genetica populației arată că Adam cu cromozomul Y nu a fost strămoșul comun al întregii populații în trecut și că, în viitor, unul din descendenții săi poate deveni predominant. Strămoșul comun patern al tuturor oamenilor astăzi în viață este diferit de cel al oamenilor în viață la un anumit moment în trecut sau în viitor: în momentul în care liniile masculine se sting, un individ mai recent devine noul strămoș comun cu cromozom Y. Probabilitatea liniile paterne de a se stinge în perioadele de creștere rapidă a populației, ca în prezent, este cu mult mai redusă decât într-o periodă de diminuare a efectivului populației (ca în cazul efectului „gâtului de sticlă”).